# Brumado (ort)
Brumado är en ort i Brasilien.   Den ligger i kommunen Brumado och delstaten Bahia, i den östra delen av landet, 700 km öster om huvudstaden Brasília. Brumado ligger 427 meter över havet och antalet invånare är 41 989.
Terrängen runt Brumado är platt åt sydost, men åt nordväst är den kuperad.
Omgivningarna runt Brumado är huvudsakligen savann. Runt Brumado är det ganska glesbefolkat, med 45 invånare per kvadratkilometer.